# Encostas, casas e caves de Champagne
Encostas, casas e caves de Champagne é a designação do sítio classificado pela UNESCO em 2015 como Património da Humanidade. A distinção cobre por inteiro o processo de produção e venda do champanhe e a sua história desde o início do século XVII até ao presente, passando pela industrialização da bebida no século XIX. A classificação abrange as encostas de vinhas e os lugares de produção, com as suas caves, mas também os centros de distribuição e venda.
Os locais classificados são:
- Vinhedos históricos de Hautvillers, Aÿ e Mareuil-sur-Aÿ
- Colina de Saint-Nicaise em Reims
- Avenue de Champagne e Fort Chabrol em Épernay